# Piazza del Palazzo (L'Aquila)
Piazza del Palazzo o Piazza Palazzo, anticamente Piazza San Francesco, è una piazza dell'Aquila. 

## Storia
La piazza si forma nel periodo immediatamente successivo alla fondazione dell'Aquila. Anticamente, già nella seconda metà del XIII secolo, fu caratterizzata dall'insediamento dei Francescani che qui innalzarono la scomparsa chiesa di San Francesco a Palazzo con annesso convento.
All'inizio del secolo successivo fu, insieme alla piazza del Duomo, sede di mercato configurandosi come «spazio plurimo» in seguito all'edificazione del Palazzo del Capitano, cui si affiancò la torre civica, anticamente più alta dell'attuale. Nel 1355 fu costituita la “Magnifica Camera” che reggeva la vita politica aquilana e che trovò poi posto nel Palazzo della Camera, cui si accedeva da una propaggine della piazza. Piazza del Palazzo divenne così una polarità civile autonoma, in antitesi alla polarità religiosa della piazza del Duomo.

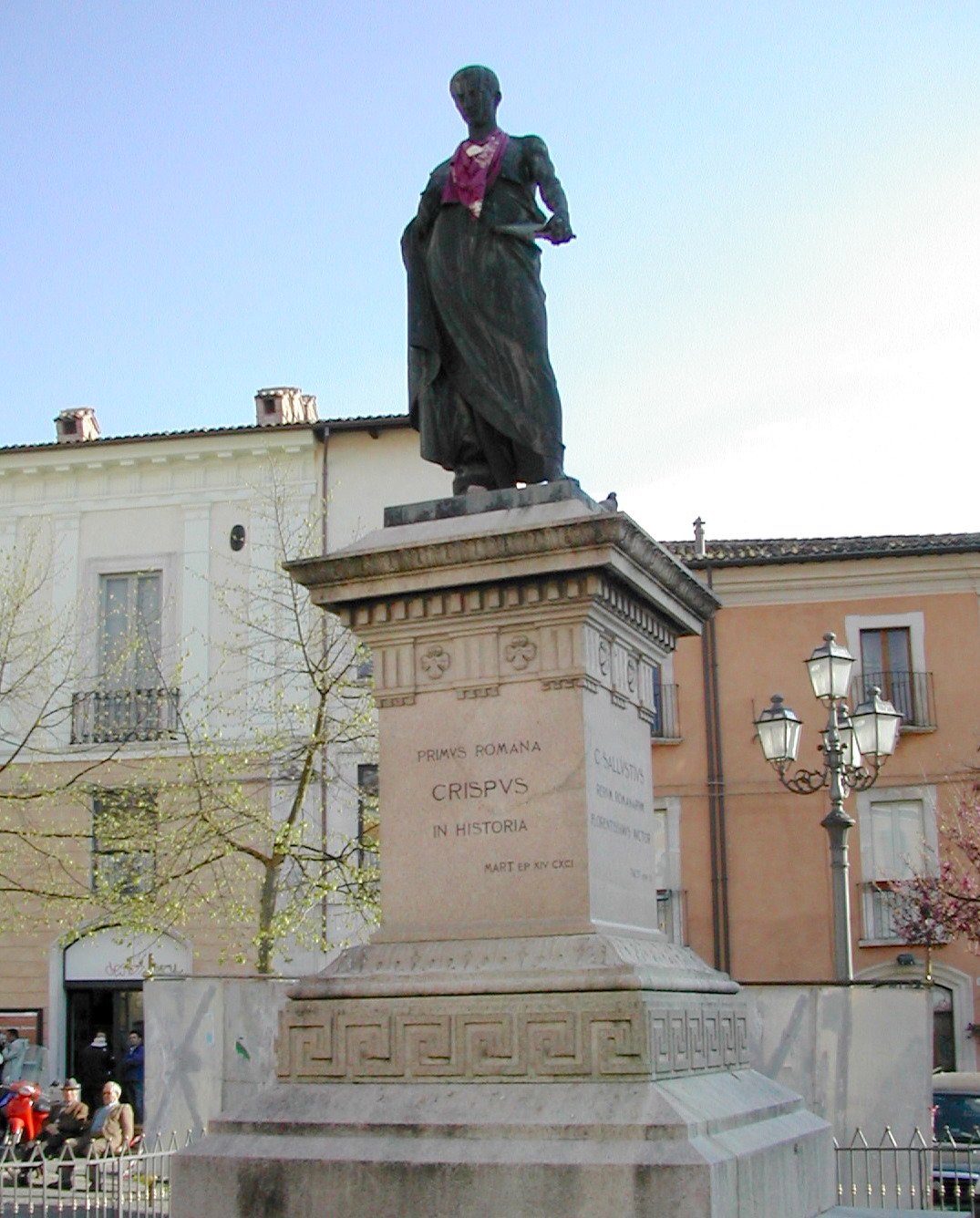
Il monumento a Gaio Sallustio Crispo al centro della piazza.

Il rinnovamento cinquecentesco di Palazzo Margherita consolidò l'importanza di piazza Palazzo, ulteriormente potenziata dall'insediamento dei Gesuiti in piazza Santa Margherita nel XVII secolo. Si determinò in questa fase uno spazio urbano complesso incentrato sulla nuova sede comunale, affiancato dall'asse decumanico dell'antica via Romana, che si sviluppava su più fronti.
Con le distruzioni causate dal terremoto dell'Aquila del 1703, l'assetto del sistema di piazze fu profondamente modificato, in conseguenza della ricostruzione del Palazzo Margherita e della chiesa di San Francesco, ma anche della creazione di via delle Aquile e della nuova configurazione in stile barocco dell'adiacente piazza Santa Margherita.
Nel 1816 la piazza divenne sede il liceo ginnasio Domenico Cotugno, in origine ospitato presso il convento dei francescani. La sede municipale venne ulteriormente rinnovata, tra il 1838 ed il 1848, nell'attuale veste neorinascimentale; in questo periodo venne inoltre realizzata la fontana monumentale che si stagliava al centro della piazza, sostituita poi nel 1903 dall'attuale monumento a Gaio Sallustio Crispo. Nella seconda metà dell'Ottocento venne inoltre edificato il Palazzo del Convitto che sostituì l'originario complesso francescano.
In seguito al sisma del 2009, piazza del Palazzo è stata inclusa nella zona rossa e dichiarata inaccessibile per alcuni mesi, venendo riaperta solamente nel 2010 in seguito a vibranti proteste.

## Descrizione
(E. R. Peterman, In viaggio negli Abruzzi, 1897)
La piazza è situata nel quarto di Santa Maria, all'interno del locale di Paganica secondo la storica suddivisione legata alla fondazione della città. Presenta una forma quadrangolare e si affianca all'asse decumanico di via Roma — che, in corrispondenza dello slargo, prende il nome di corso Principe Umberto — a poca distanza dall'incrocio detto dei Quattro Cantoni. 
Nella sua conformazione, costituisce quasi una propaggine di piazza Santa Margherita, essendo da essa divisa dal solo Palazzo Margherita da cui prende la denominazione. In origine era invece denominata Piazza San Francesco in virtù della presenza della chiesa di San Francesco a Palazzo.

### Monumenti e luoghi d'interesse

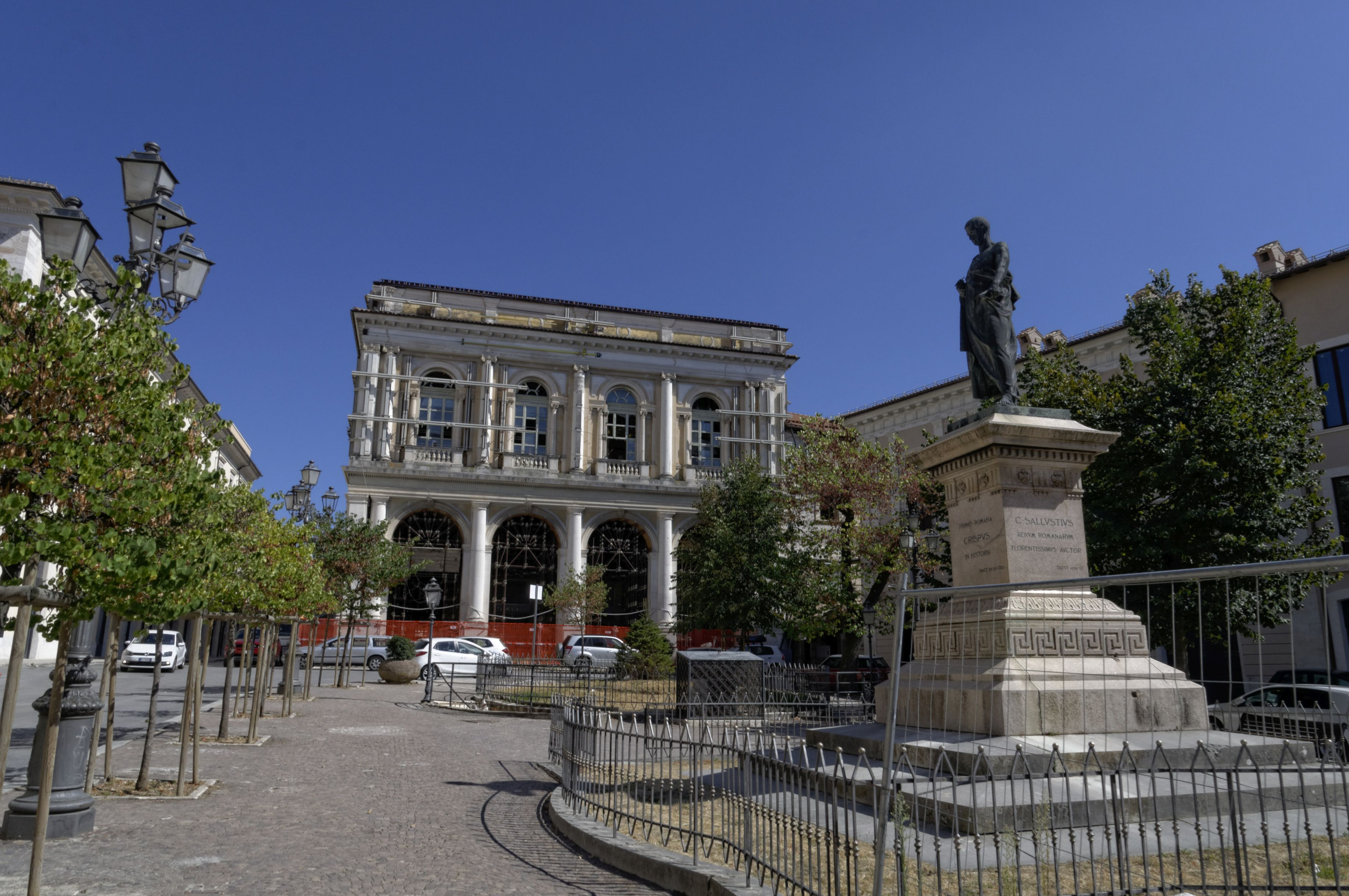
Il versante orientale della piazza con il palazzo del Convitto.

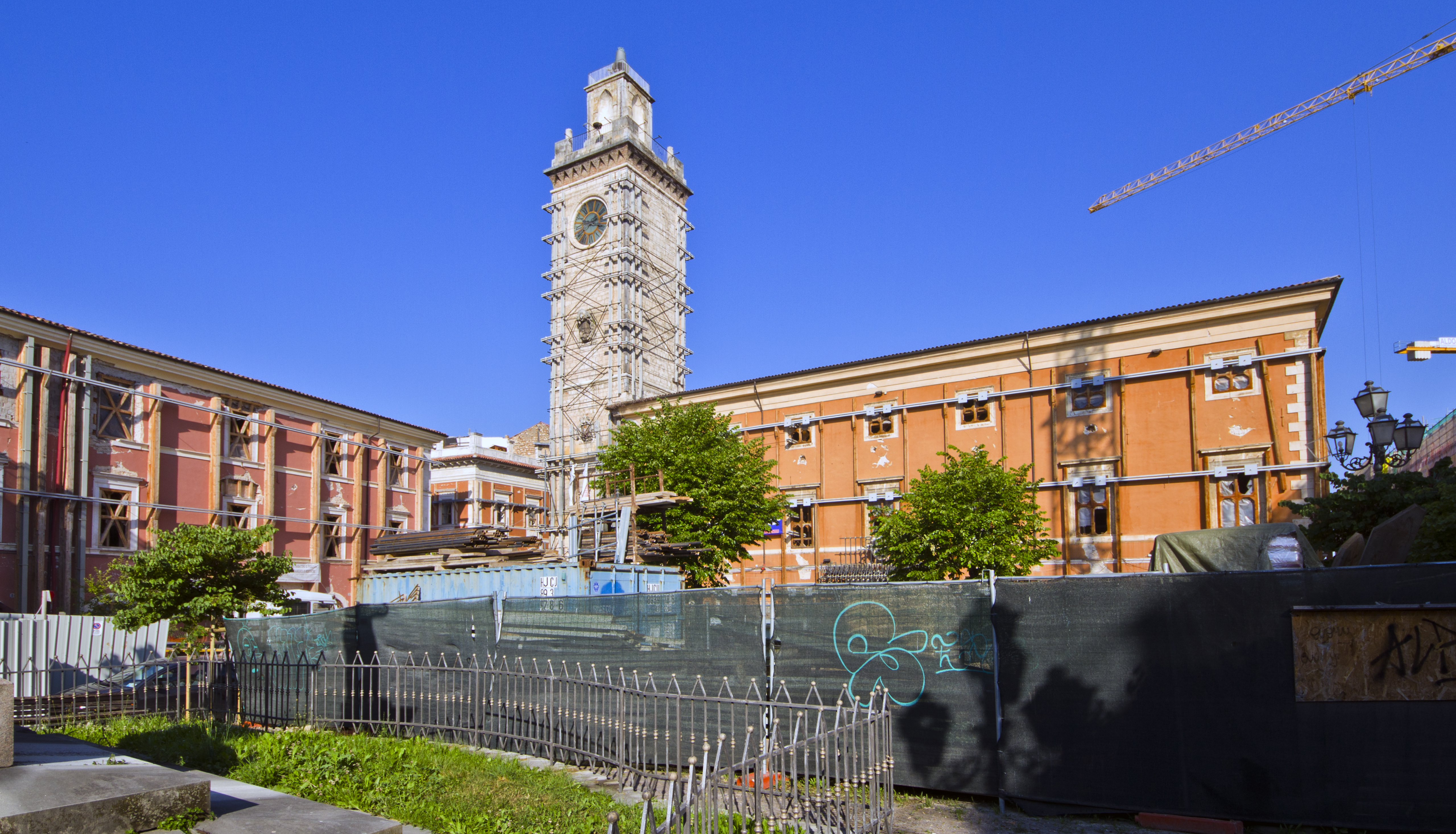
Il versante occidentale della piazza con il palazzo Margherita e la torre civica.

Monumento a Gaio Sallustio CrispoFu realizzata nel 1903 ad opera di Cesare Zocchi, su impulso di alcune personalità influenti dell'epoca, tra cui l'archeologo e letterato Niccolò Persichetti. La sua collocazione al centro della piazza comportò il trasferimento dell'esistente fontana monumentale nella vicina piazza Santa Margherita.
Palazzo del ConvittoImponente edificio in stile neoclassico, abbellito da portici, costruito sulle fondamenta della chiesa di San Francesco a Palazzo e dell'annesso convento. Il palazzo è stato storica sede del liceo ginnasio Domenico Cotugno e della biblioteca provinciale Salvatore Tommasi, la principale d'Abruzzo. A lato del palazzo si trova una piccola fontana in ghisa che è conosciuta come Fontana dell'Angelo Muto.
Palazzo MargheritaStorica sede municipale e cuore della vita politica cittadina, nasce come Palazzo del Capitano nel XIV secolo, venendo poi rinnovato da Girolamo Pico Fonticulano nel Cinquecento per ospitare la nuova governatrice degli Abruzzi, Margherita d'Austria, che vi soggiornò tra il 1572 e il 1586. Il complesso fu nuovamente rinnovato nel XIX secolo nelle fattezze attuali.
Torre civicaLa torre costituisce l'unica parte rimasta del Palazzo del Capitano, su cui venne collocato nel 1374 un orologio pubblico che si riconosce essere come il terzo in Italia dopo quelli di Firenze e Ferrara. La torre ospitava la Reatinella, storica campana cittadina, prima che questa venisse fusa per contribuire alla costruzione del Forte spagnolo, mentre ancora oggi custodisce la Bolla del perdono emessa da Celestino V nel 1294.